# Chu~♡
Singles de F(x)
Nu ABO
(2010)
Chu~♡ (츄~♡) est le premier single du girl group sud-coréen f(x). Il a été dévoilé sous la forme d'un maxi-single le 9 novembre 2009. Le titre Chu~♡ figure également dans Hot Summer, la réédition de Pinocchio, le premier album studio du groupe,.

## Composition et classement

### Composition
Chu~♡ est une chanson-titre du genre danse-bubblegum pop. Elle est accompagnée des B-sides par les titres Step to Me et You Are My Destiny.
La chanson You Are My Destiny est interprétée par les membres du groupe, Luna Park et Krystal Jung, alors âgées de respectivement 16 et 15 ans. Le titre Chu~♡ figure également dans Hot Summer, la réédition de Pinocchio, le premier album studio du groupe,.

### Classement
Chu~♡ a fait ses débuts dans le top 3 du Gaon Singles Chart, mais n'a gagné aucun des programmes musicaux sud-coréens. Le retour du groupe sur les programmes musicaux a eu lieu le 7 novembre 2009, sur l'émission Show! Music Core.

## Listes des titres
| 1.   | Chu~♡ (Figure également dans Hot Summer,) | 3:10 |
| 2.   | Step to Me                                | 4:31 |
| 3.   | You Are My Destiny (Luna + Krystal)       | 3:34 |
| 7:45 |                                           |      |